# 타카하시 류키
타카하시 류키(일본어: 高橋 龍輝 다카하시 류키[*], 1993년 3월 28일~)는 일본의 배우이다. 2008년 뮤지컬 테니스의 왕자님 1st 시즌의 공연 the imperial presence 효테이 feat. 히가에서 5대 에치젠 료마 역으로 데뷔하였다. 이후 건강상의 문제로 2016년 연예계를 은퇴했다 2019년에 연예계에 복귀했다.

## 출연작

### TV 드라마
- 2011년 ~ 2012년 - 가면라이더 포제 - 우타호시 켄고 역

## 영화
- 2011년 -  가면라이더X가면라이더 포제&오즈 MOVIE 대전 MEGAMAX - 우타호시 켄고 역
- 2012년 - 가면라이더X슈퍼전대 슈퍼 히어로 대전 - 우타호시 켄고 역
- 2012년 - 가면라이더 포제 THE MOVIE 다 함께 우주에 왔다! - 우타호시 켄고 역
- 2012년 - 가면라이더X가면라이더 위자드&포제 MOVIE 대전 얼티메이텀 - 우타호시 켄고 역
- 2013년 - 가면라이더X가면라이더 가이무&위자드 천하를 겨루는 전국 MOVIE 대합전 - 우타호시 켄고 역